# Old Scatness
Old Scatness er et arkæologisk område på Scat Ness, nær landsbyen Scatness i sognet Dunrossness på det sydlige Mainland, Shetlandsøerne, Skotland, nær Sumburgh Airport. Det består af rester fra middelalderen, vikingetiden, piktere og jernalderen, og der har været beboelse på stedet i over 1000 år. Hver ny generation har tilføjet nye bygninger og udjævnet de gamle.
Blandt de arkæologiske funder er brochen Ness of Burgi fort, der stammer fra jernalderen.
Stedet blev opdaget i 1970'erne under udgravninger til en udvidelse af lufthavnen. Siden 1995 har University of Bradford udført udgravninger på stedet og katalogiseret fundene ved hjælp af medarbejdere, studerende, professionelle arkæologer og lokale frivillige.

## Opdagelse og udgravninger
Stedet blev først afdækket under anlægsarbejde i forbindelse med udvidelser af lufthavnen i slutningen af 1970’erne. En bue af broch-muren kom til syne i siden af en grøn høj under anlæggelsen af den ydre vej omkring lufthavnen ved Sumburgh Head.
Siden 1995 har medarbejdere og studerende fra University of Bradford, professionelle arkæologer og lokale frivillige udgravet stedet og katalogiseret fundene. Udgravningerne har afdækket en bosættelse med flere perioder, inklusive en broch, wheelhouse og senere boliger.
Stedet forvaltes af Shetland Amenity Trust. Om sommeren tilbyder guider i historiske dragter rundvisninger i området samt i de rekonstruerede jernalder- og piktiske bygninger. Besøgscentret omfatter også udstillinger, og der afholdes demonstrationer af gamle håndværksteknikker.